# Neue Staatsgalerie

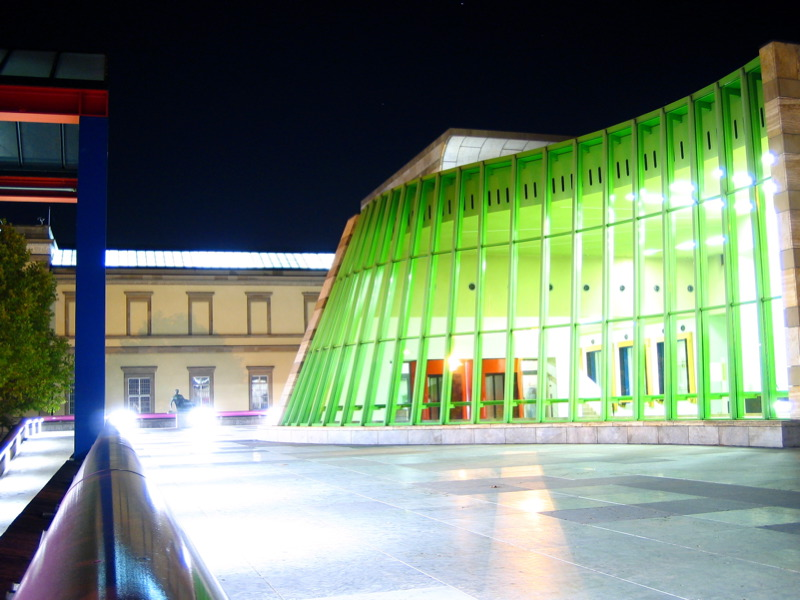
Façade

La Neue Staatsgalerie de Stuttgart en Allemagne est un musée d'art dessiné par le britannique (écossais) James Stirling dans les années 1970 et ouvert au public en 1984.

## Localisation

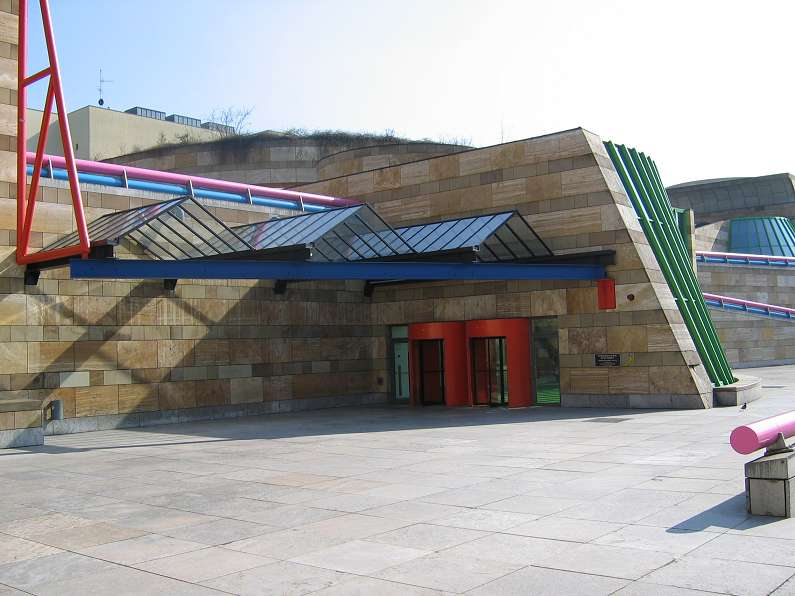
Entrée

La galerie occupe un site proche de la vieille Staatsgalerie de Stuttgart.

## Style

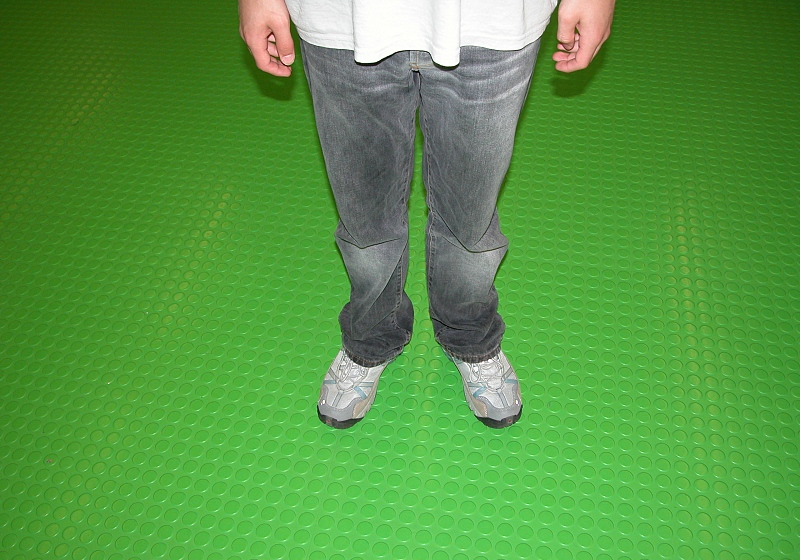
Revêtement du sol

Les tons chauds de la pierre utilisée, contrastant avec le vert du système poteaux/poutres en acier ainsi que le rose du garde-fous de la rampe lui aussi en acier, offrent aux visiteurs un parcours agréable à travers l'histoire de la peinture et de la sculpture.

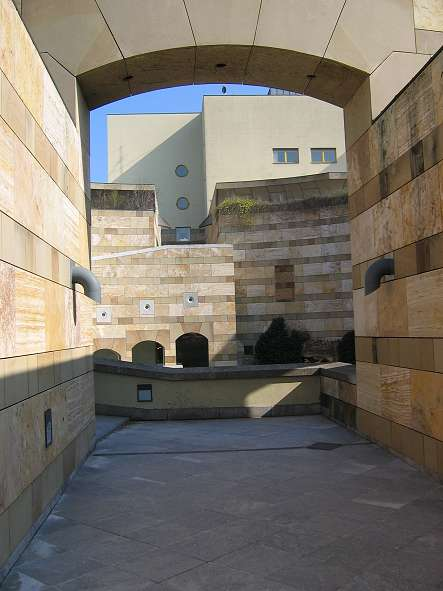
Neue Staatsgalerie

Ce bâtiment est une nouvelle proposition dans la typologie du musée des années 1970-1980. Stirling prend le parti anglais avec Richard Rogers (centre Pompidou) qui affectionne la courbe et la couleur contre l'orthogonalité et le blanc de Le Corbusier traditionnels à l'Allemagne, la France et les États-Unis.

## Influence
Certains croient que c'est principalement ce bâtiment, universellement reconnu comme un parangon de l'architecture britannique, qui permit à Stirling de recevoir le prix Pritzker en 1981.